# Керченский завод (станция)
Керченский завод (укр. Керченський завод) — закрытая железнодорожная станция в Крыму. Названа по расположению вблизи Керченского металлургического завода.

## История
В 1944 году был построен Керченский железнодорожный мост. В комплекс строительства также входило сооружение подходов: со стороны Кавказа от станции Сенная до станции Кавказ и со стороны Крыма участок Крым — Керчь.
До 2010 года курсировали пригородные поезда Керчь — Крым.
1 августа 2014 года запущен через станцию поезд № 561/562 Симферополь — Ростов-на-Дону, который, однако, не останавливался на станции. 